# جورجيو بيرتن
جورجيو بيرتن (بالإيطالية: Giorgio Bertin)‏ هو كاهن كاثوليكي إيطالي، ولد في 28 ديسمبر 1946 في Galzignano Terme ‏ في إيطاليا.